# Köpenicker Sport Club 2015-2016
Questa voce raccoglie le informazioni riguardanti il Köpenicker Sport Club nelle competizioni ufficiali della stagione 2015-2016.

## Organigramma societario
Area direttiva
- Presidente: Dieter Pachäl

Area tecnica
- Allenatore: Björn Matthes
- Allenatore in seconda: Sarah Wickstrom, Konstantin Wulff
- Scout man: Annette Wilderotter

Area sanitaria
- Medico: Oliver Miltner
- Fisioterapista: Stefanie Lemburg, Elena Widner

## Rosa
| N° | Nome              | Ruolo | Data di nascita   | Nazionalità sportiva |
| -- | ----------------- | ----- | ----------------- | -------------------- |
| 1  | Janisa Johnson    | S/O   | 22 settembre 1991 | Stati Uniti          |
| 2  | Annalena Grätz    | S     | 22 agosto 1997    | Germania             |
| 4  | Eva Rutarová      | C     | 14 settembre 1989 | Rep. Ceca            |
| 5  | Dominice Steffen  | S     | 17 dicembre 1987  | Germania             |
| 6  | Kaleigh Nelson    | S/O   | 4 agosto 1992     | Stati Uniti          |
| 7  | Anna Pogany       | L     | 21 luglio 1994    | Germania             |
| 8  | Ann-Marie Knauf   | P     | 20 novembre 1992  | Germania             |
| 9  | Julia Hero        | S     | 20 ottobre 1991   | Germania             |
| 10 | Sarah Wickstrom   | P     | 5 aprile 1993     | Stati Uniti          |
| 11 | Jessica Göpner    | L     | 11 dicembre 1990  | Germania             |
| 12 | Lauren Barfield   | C     | 15 marzo 1990     | Stati Uniti          |
| 14 | Catharina Wiesner | C     | 11 agosto 1998    | Germania             |
| 15 | Nele Iwohn        | S/O   | 15 settembre 1996 | Germania             |
| 16 | Anne Paape        | C     | 28 dicembre 1989  | Germania             |
| 16 | Lisa Senger       | P     | 6 luglio 1998     | Germania             |
| 17 | Pia Riedel        | S     | 9 settembre 1990  | Germania             |